# Friedrich Heinrich Wiggers
Fridrich Hinrich (ou Friedrich Heinrich) Wiggers (1746 - 1811), foi um médico e botânico alemão.